# 阿藏堡
阿藏堡（法語：Hazembourg，法語發音：[azɑ̃buʁ]；洛林法兰克语：Hasebursch）是法国摩泽尔省的一个市镇，属于萨尔格米讷区。

## 地理
阿藏堡（48°58'1"N, 6°55'58"E）面积1.72 平方千米，位于法国大東部大區摩泽尔省，该省份为法国东北部内陆省份，是洛林的一部分，西南接默尔特-摩泽尔省，东临下莱茵省，北与卢森堡和德国接壤。
与阿藏堡接壤的市镇（或旧市镇、城区）包括：勒瓦勒德盖布朗日、翁斯基尔克、卡珀尔坎热、基尔维莱尔、维泰尔斯布尔。

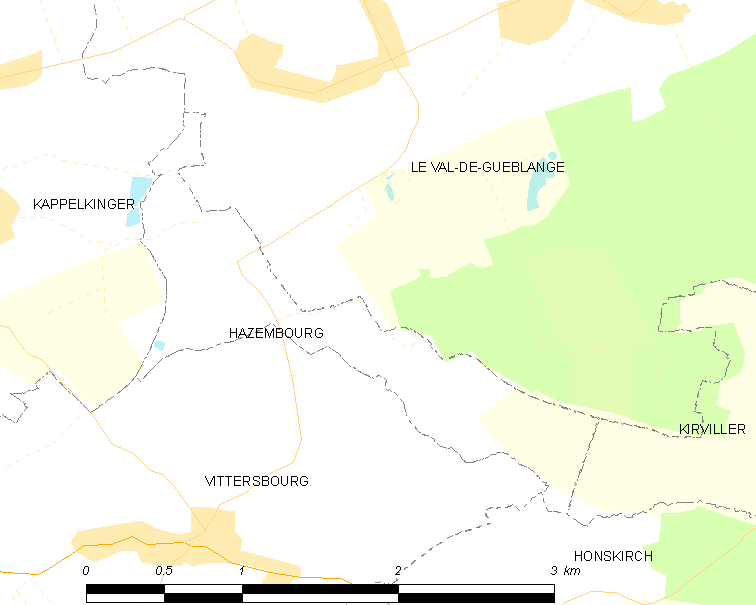
阿藏堡的OSM定位图

阿藏堡的时区为UTC+01:00、UTC+02:00（夏令时）。

## 行政
阿藏堡的邮政编码为57430，INSEE市镇编码为57308。

## 政治
阿藏堡所属的省级选区为萨拉尔布县。

## 人口

1962-2008年间阿藏堡人口变化图示

阿藏堡于2022年1月1日时的人口数量为155人。